# Valeri Tchekhov
Valeri Tchekhov (en russe : Валерий Чехов, né le 27 novembre 1955) est un grand maître russe du jeu d'échecs.

## Carrière
Tchekhov décroche le titre de maître international en 1975 en remportant le Championnat du monde d'échecs junior. Il obtient le titre de grand maître en 1984. Tchekhov finit 1er seul ou ex æquo à Lvov 1983, Irkoutsk 1983, Barcelone 1984, Dresde 1985 et à l'Open de Berlin 1986.